# Ван дер Брюгген, Ханнес
Ханнес Ван дер Брюгген (нидерл. Hannes Van der Bruggen; родился 3 апреля 1993 года в Алсте, Бельгия) — бельгийский футболист, полузащитник клуба «Серкль Брюгге».

## Клубная карьера
Ван дер Брюгген — воспитанник клуба «Гент». 17 мая 2011 года в матче против «Брюгге» он дебютировал в Жюпиле лиге. 27 ноября в поединке против Генка Ханнес забил свой первый гол за «Гент». В 2015 году Ван дер Брюгген помог команде впервые в истории выиграть чемпионат и завоевать Суперкубок Бельгии.
В начале 2017 года Ханнес перешёл в «Кортрейк». 21 января в матче против «Зюлте-Варегем» он дебютировал за новый клуб.
19 января 2021 года Ван Дер Брюгген подписал контракт с клубом Бельгийской Про-лиги «Серкль Брюгге». Он дебютировал за клуб 20 января 2021 года в матче против «Антверпена», его клуб проиграл со счётом 1:0.

## Международная карьера
В 2011 году Ханнес в составе юношеской сборной Бельгии принял участие в юношеском чемпионате Европы в Румынии. На турнире он сыграл в матчах против команд Испании, Турции и Сербии.

## Достижения
Командные
«Гент»
- Чемпионат Бельгии по футболу — 2014/2015
- Обладатель Суперкубка Бельгии — 2015